# レアリア
『レアリア』は、雪乃紗衣の小説。イラストは雪広うたこ。2014年8月の新潮文庫nex（新潮社）の初回配本で第1巻が刊行された。既刊3巻（2023年8月現在）。
帝国暦・金糸雀37年を現在として、過去の話を差し挟みながら物語が進行する。長年争いを続ける西の帝国と東のアリュージャ王朝。帝国の軍事を担う魔女家は講和を図ってきた。5年間の休戦協定の期限は翌年に迫っていた。
既刊3巻までに金糸雀37年12月の帝国の皇帝候補披露目式の直後まで描かれた。2015年の雑誌インタビューで「（金糸雀38年7月の）休戦協定の期限までの話がメインなのか」という質問に、作者は「休戦協定期限の後がメインの話になる」と語っている。
髪や目の色がその人物の出自に関わっており、特徴として示される。魔女は白銀の髪、藤色の目を持つ。魔女六支族出身者は黒髪、緑瞳。ラグリア兄王家出身者は金髪碧眼、エリヤ弟王家出身者は黒髪。王朝の人物は黒髪、黒い目。登場人物のフルネームは登場からかなりたった後に明かされることが多い。台湾では『大地女神傳説』というタイトルで発売された。

## あらすじ
金糸雀24年3月、帝国の軍事を担う魔女家のミルゼリスは、第一皇子エリファズ追跡のため“魔王の森”に来ていた。そこで白銀の髪、藤色の目を持つ幼子を見つける。魔女一族でも数世代に一人しか現れない特別な色で、二人といない“魔女”の色だった。名前を聞くと幼子は「ミ、レディ」の言葉しか知らなかった。今の世には既に１人目の魔女オレンディアがいた。帝国軍総帥オレンディアの元で、幼子ミレディアは戦場を転戦しながら育つ。
金糸雀37年8月、オレンディアは皇帝選の開催を知らされた。翌年7月のアリュージャ王朝との休戦協定期限を前に、開戦派の法皇家の皇帝候補を黙認することは開戦を認めるも同然。講和派の魔女家は対立候補を立てることになる。魔女家名代としてミレディアはアリュージャ王朝との休戦協定延長案の協議のため帝都ストラディカに向かう。王朝勢の追跡、法皇家の妨害を受けながらも、9月29日正午の宰相会議の場にたどり着く。皇帝ユーディアスにより休戦協定延長案はあえなく破棄される。“道化師”アリルの帝位継承権と魔女家の後見を受けることは承認された。――王朝との休戦協定期限まで9カ月。

## 登場人物

### 魔女家
ミレディア
ミレディア（ミア）・ウィザレシア。誕生日は3月21日（ミルゼリスに拾われた日）。17歳（金糸雀37年時点）。
白銀の髪、藤色の目。
魔女家の軍師。「小魔女」「墓掘り姫」。
“魔王の森”で出会ったアキに「僕のお姫様」と呼びかけられ、アキ（ロジェ）からはずっとミレディと呼ばれている。レナートからは「姫様」、ツギハギ部隊からは「チビ姫様」と呼ばれる。“魔王の森”以前の記憶はなく名前も持たず発声の仕方も知らなかった。
“錠破り”譲りの解錠の腕を持つ。夜目が利かない。
アイゼンとの因縁
金糸雀32年9月、地下の水牢にとらわれていた少年を見つけ、逃亡を手助けする。ミレディアは同い年のこの少年とは敬語なしで話し、友達のような存在になった。別れ際、王朝皇子アイゼンと名乗る少年から瑠璃、柘榴石、翡翠の付いた耳環を渡され、今も首飾りにして身に着けている。アイゼンは目に毒目薬“七日暗夜”を塗られていたためミレディアの顔を知らず、名前も聞かないままだった。翌年、グランゼリア城包囲戦でギィと共に城を脱出し、7月に1度だけ発生する大濃霧の日に間に合うよう皇帝を連れて帰還した。グランゼリア農耕暦を自ら作成していたことから7月の大濃霧の日を把握していた。アイゼンの兄レキセイと一騎討ちになったオレンディアの元にたどり着き、落馬し刀の刃が折れたオレンディアを救うため、レキセイを“剣客商売”の刀で刺し致命傷を負わせた。アイゼンが撤退の途中、自らの手でレキセイにとどめをさしたことを後に知る。
羊のアキ
ミレディアが“魔王の森”にいたころからつれている黒い羊のぬいぐるみ。現在は2匹目で青いリボン、金色の鈴を着けている。人間のアキと初めて出会った時の1匹目はリボンは古ぼけた服の切れ端で青くはなく、金の鈴ではなく木の実を着けていた。

#### ジュレミヤ家
帝位継承権を持つ。帝国の軍事と外交を代々担当している。
オレンディア
オレンディア（リア）・ディス・ウィザレシア＝ジュレミヤ。50代後半（金糸雀37年時点）。
白銀の髪、藤色の目。紋章は紅紫木蘭。ミレディアからは「大おば様」と呼ばれる。
魔女家当主。元帝国軍総帥。帝国外務卿。“心のない魔女”。
4歳から帝国皇帝ヴァルデミアスの下の“鳥かご”にいた。10歳前後から魔女軍師として出陣。二十五、六歳のころから宰相会議でアリュージャ王朝との和平交渉を訴え続けてきた。帝位継承権を有しており、金糸雀24年の皇帝選では最有力候補だったが皇族連続怪死事件の混乱でうやむやになった。同37年、宰相会議の際に継承権を放棄した。
ユーディアスに刺客をつけられているため、何十年も故郷の奥津城に帰れていない。
ミルゼリス
ミルゼリス（ミルゼ）・ディア・ザーリアー＝ジュレミヤ。40-50代前半（金糸雀37年時点）。
黒髪、緑瞳。ミレディアからは「大おじ様」と呼ばれる。
オレンディアの義弟。魔女家次期当主。帝国副外務卿。赤枝騎士団長。
10歳以下の時、“鳥かご”にいたオレンディアの所へ結婚証明書を持ってきた。デュアメル帝国学院をカイと同年に首席で卒業。
鳥や蝙蝠を使って諜報活動をする。
公的には一度も出陣記録がない。
カイゼル・ジュレミヤ
将軍。グランゼリア戦で、アネモネ、ニーヴと共に第五王朝皇子軍と戦う。
アネモネ
カイゼルの娘。ニーヴの姉。グランゼリア戦で第五王朝皇子軍と戦い死亡。
ニーヴ
カイゼルの子。グランゼリア戦で第五王朝皇子軍と戦い死亡。
アメデ・ジュレミヤ
将軍。グランゼリア戦で南砦を守っていたがエセルバートの手下の裏切りで死亡。
ミヤザ・ジュレミヤ
グランゼリア戦時に37歳。智将。
グランゼリア戦時、居城を落ちたものの行方不明になっていたが、ゼリア地底湖の洞穴に潜伏していた。32人の配下と共に、ミレディア、ツギハギ部隊、ギィに救出された。
グランゼリア城包囲戦での死亡が示唆された。
メイ
帝都の魔女屋敷の執事。

#### ナナリム家
グリンヒルデ
シグリンデの祖母。“魔女の右足”家の先の家長。
ヴァルデミアスとも互角に渡り合った陰謀家。
シグリンデ
60歳過ぎ（金糸雀37年時点）。
黒髪、緑瞳。“魔女の右足”支族の長。
ナキ
ゼルガド・ナキ・ナナリム＝ジュレミヤ。シグリンデの息子。
グランゼリア戦時、ノルド谷で王朝将軍ワイゼルバイジャンとの死闘の末、討ち死にする。
ミリア
ミリア・シャルムラグリア。将軍。ナキの妻。
エラルド渓谷で第四王朝皇子が率いる王朝水軍と戦い、戦死する。
フィン・リール
シグリンデの孫息子。

#### 十三翼将
剣鬼将軍
一切が謎で常に鬼面を着け、滅多に姿を現さない。黒一色の軍旗。
謀将シグリンデ
詳細はシグリンデの項目を参照。
死神ギィ
ギルヴェイン・ガ＝ラ・ゼノン。28歳（金糸雀37年時点）。
金茶の髪。紋章は卯の花。帝都生まれ。セシルの息子。
謀将シグリンデ、剣鬼将軍と並び三羽烏と呼ばれる。ミレディアがギィの金を勝手に使うため、捕虜交換に貢献した高額寄付者番付１位。
魔除け体質。東風の刀と短剣を持つ。
水将レティ
レティアーズ・コーザ。水上戦の名将。槍の名手。
グランゼリア戦時はヨルド河（王朝名・卯江）で第四王朝皇子とワイゼルバイジャンを相手に数的不利な状況で猛攻を食い止めた。王朝水軍50隻に対し10隻で5日の間猛攻に耐えた。〈剣鬼将軍〉やミレディアらが救援に来た後に倒れ、グランゼリア戦最後の日に目を覚まし、そのまま姿を消した。
大剣のナキ
詳細はナキの項目を参照。
弓のリゼル
グランゼリア戦で第六王朝皇子軍と戦い死亡。
鉄拳バルガス
グランゼリア戦で第六王朝皇子軍と戦い死亡。
神算のシャローム
金糸雀31年時点で29歳。軍師。
グランゼリア戦で敗走したものの一時生死不明になっていたが、オレンディア入城後のグランゼリア城に現れる。グランゼリア城包囲戦での死亡が示唆された。
戦場の魔術師イズ
　グランゼリア戦時、ル・クロックの野で戦死。シドンから戻ってきたギィに看取られた。
その他
| - 〈魔剣士クロウ〉 - 〈ジョーカー・ジャック〉 | - 〈飲んだくれゴロスケ〉 - 〈天槍アベル〉 |

バヤン
シグリンデの副将。グランゼリア戦時、シグリンデと共に北砦を落ちグランゼリア城に撤退。指揮権をシグリンデに渡すよう上申したがエセルバートの命で殺害された。
トト
レティの副将。グランゼリア戦時、ヨルド河で戦死。
フィンダル・コーザ
レティとロッドの伯父。智将の弟ユースフと共に『コーザの熊兄弟』と呼ばれる歴戦の将。
ユースフ・コーザ
レティとロッドの父。
パーシバル
グランゼリア城包囲戦でミレディアが帝都から帰還しオレンディアと一騎討ちになったレキセイに致命傷を負わせた後、ミレディアの指示でオレンディアを撤退させた。
ロア
将軍。グランゼリア戦時、城を落ちたものの行方不明。

#### ツギハギ部隊
計11人。第3巻までに7人が登場。グランゼリア城包囲戦までに5人が戦死。グランゼリア戦でレナート以外の全員が死亡した。
レナート
40歳未満（金糸雀37年時点）。帝都出身。隻眼、左足は義足。
グランゼリア戦で右腕を失ったものの、部隊唯一の生き残りとなった。傭兵になる以前の何十年を帝都で過ごしていた。
ならず者が多い帝国傭兵では珍しく読み書きが堪能。王朝語も解する。
剣客商売
元王朝兵。朱鞘の刀を愛用している。帝国の捕虜になった時にミレディアが自分の解放金を出したことを知り、ツギハギ部隊に入った。グランゼリア城包囲戦時はレナートと共に最後の日まで生き残っていた。
アリルがネネにとらわれ過去をさまよった時に会った姿は、草でできた風変わりな履物と異国の衣裳を着けた若い男。
錠破り
錠破りの技の秘密は仲間にも明かさなかったが、ミレディアには伝授した。ミレディアは牢屋やギィの金庫も開けられるようになった。
グランゼリア城包囲戦の9日目まで生存していた。ミレディアの帰還を待たずに死亡した。
鳥目
索敵担当。
鍛冶屋
アリルがネネにとらわれ過去をさまよった時に会った姿は、ハンマーを担いだ不愛想な壮年の男。
軽業師
ミレディアとギィがグランゼリア城を脱出した時、“鍛冶屋”と共に王朝の最後の陣を抜ける際先陣を切った。
情報屋

### 帝国
アリル
アリル・シャルムラグリア。金糸雀24年冬至（12月23日）生まれ。12歳（金糸雀37年時点、同年12月に13歳）。
黒髪、藍色の目。左利き。レナートは「ルー殿下」と呼んでいる。
身に着けている「銀の腕輪」の魔法で通常は見えない小径や扉、忍び錠、抜け道、隠し部屋を把握できる。また、人の姿や会話を感知できる。拘束魔術により帝都から出ると“道化師”に変貌してしまう。皇帝との契約により、皇帝選までの9カ月は拘束魔術が緩められている。
体内時計で精確に時間を把握できる。
セシル
セシル・ラ＝ラ・ゼノン。宰相。内務卿を兼任。

#### ラグリア兄王家
帝位継承権を持つ。
ユーディアス
ディー。還暦過ぎ（金糸雀37年時点）。
淡い金髪、青色の目。元々は神官候補生。
ヴァルデミアス帝急死の後、王朝皇帝アリュージャが帝都に襲来したのを押し返したことから皇帝位に就いた。
怠惰で無気力とも評されるが、宰相セシルでも決裁に4日かかる書類を短時間で処理できる、非凡な頭脳を持つ。
帝国皇帝として、道化師と銀の腕輪の主人であり、古の宝具〈光の槍〉の所有者である。
カイ
カイ・ヴェンディゲイド・シャルムラグリア。40-50代（金糸雀37年時点）。
濃い金髪、青い目。
ユーディアスの弟。ラグリア兄王家当主。軍務卿。帝国中央で軍務と法務を司る。黒蹄騎士団長。
ミルゼリスの友人。魔女を嫌っている。
エリファズ
金糸雀24年の失踪時20歳そこそこ。金髪、碧眼。
第一皇子。ユーディアスの第1子。
金糸雀24年の皇帝選開催決定時には従軍経験もなく、継承権を持つ将軍オレンディアと比べて不利な状況だった。継承権所有者が次々と怪死する中、帝都から逃亡し“魔王の森”へ行き行方不明になった。
ジリアン
皇女。エリファズの妹。
金糸雀24年の皇族怪死事件で死亡。
ロナ
皇女。
生後3カ月の時、金糸雀24年の皇族怪死事件で死亡。
ラムザ
ラムザ・エウリアス・レーンヘルシャ・エリヤ＝シャルムラグリア。
金糸雀24年12月生まれ（日付は不明）。12歳（金糸雀37年時点、同年12月に13歳）。
ユーディアスとネネの子。ユーディアスの最後の皇子。
ネネ
ネフィルネーネ。王妃。「白の妃」。黒髪。エリヤ弟王家出身。天に愛された歌声を持つ。
エリカ
ネネの侍従。宰相会議出席のため帝都に入ったミレディアを襲った法皇家の刺客と同一人物。
ヴァルデミアス
“恐怖帝”。黒髪、黒い目。フロレンス、ユーディアス、カイの父。13歳で即位した。

#### エリヤ弟王家
帝位継承権を持つ。本来は武門の家。「謀将はジュレミヤ、勇将はエリヤに求めよ」。
エセルバート
エセル。エリヤ弟王家当主。ネネの兄。腰まで伸びた黒い巻き毛。
兄妹ともに優れた美貌と歌声で名高い。オレンディアが帝国軍総帥を解任された後、総帥に就任した。
グランゼリア戦の後、ゾハル監獄に収監された。宰相会議の終わり間際に暗殺の報が届いた。
落馬して馬に蹴り殺されかけた時、エセルバートの剣をぶんどったミレディア（12歳ごろ）が馬を刺し殺して命拾いしたことがある。

#### 法皇家
“鳩とオリーブ”の紋章を使う。帝位継承権は持たない。政教分離を謳うため法皇家からじかに皇帝候補を出すことはできない。
フロレンス
法皇家当主。ユーディアス、カイの異母兄。開戦派。ユーディアスより血の濃い皇子だった。
ロジェ
ロジェ・エリス。
金髪、碧眼。ミレディアはアキと呼んでいる。
枢機卿。“法皇の代理人”。
中位神官だったころに祭祀庁からエセルバートの元に軍師として派遣される。グランゼリア戦後、12人の枢機卿の一人に昇格。アイゼンによると、一時王朝にいたことがある。
ユーディアスとカイの会話で「13年前に檻にいた名無しの道化師」「13年前に“魔王の森”で死ぬはずだった帝国皇子」だったことに言及されている。
皇帝候補披露目の日の夜、“山の長老”がネネの死を利用した魔術でロジェを道連れにできるか試していた。アキを捜していたミレディアは死にかけているのを見つけ、ネネが用意したと思しき緑の小瓶の薬を飲ませたことで解呪された。
我が輩
正式名は未登場。神官。魔女家を後見とする皇子の継承権が認められた後、フロレンスの指示によりミレディアらの監視の役目を負う。

##### 暗殺教団
法皇家の暗殺者集団。狂信を意味する時計草の刺青をしている。最精鋭の枢機卿位、司教位などがある。標的以外は殺さないのが掟。金糸雀24年の皇族怪死事件の混乱の際、“山の長老”の処刑命令対象の“道化師”に枢機卿位十数人がことごとく返り討ちに遭った。
山の長老
皇帝ユーディアスに絶対の忠誠を誓う。徹底報復が教是。
歌う小鳥
カイによると“山の長老”の影の枢機卿位の力を持つ。司教位以上で唯一の生き残り。
メデイア
尼僧院長。聖界領邦リリドの選帝侯。
ムムトラ
聖僧。

#### デュアメル学院
入学、卒業に年齢制限はない。第4学年の学期末試験に受かると「卒了」。最終学年の第5学年を終えると正式な卒業となる。
ゼノン
学長。ギィの義父。
ペトラルカ
名誉学長。
作者によると、モデルは尾崎翠の短編小説『地下室アントンの一夜』の登場人物。
ロッド
アリャンロッド・コーザ。23歳（金糸雀37年時点）。
レティの弟。コーザ伯領出身の下級貴族。
ラムザ、アリルの専属講師として学院に雇われる。同時期にミレディアも雑用係として雇われた。
金糸雀33年、学院を首席で卒業した。グランゼリア戦時は18歳で前線コーザ伯領の陥落を阻止した。王朝将軍エンリを退かせた。
医者
教授。宰相会議の後に倒れたミレディアを診た際にアリルに藪医者呼ばわりされた。
リチェ
公女。ロッドの同期の友人。エリウ選帝侯から皇帝選の投票権を預かっている。

#### 帝都ストラディカの住人
ジア
行商人。〈雑貨屋〉の店主。
ガネシャ
帝都の城下の最下層“ゴミ溜め街”にある店の主人。帝都一のインチキ呪殺士として悪名高いとされるが、腕は本物。妹がいる。
ニーニャ
ミレディアより二つ年上。弟は船大工の徒弟。お屋敷町の臨時メイドなどで稼いでいる。週1回、ミレディアの家の洗濯、買い物の手伝いに来る。
サカナ
ニーニャの弟の舟に住み着いた浮浪者。

### 王朝
アリュージャ
リュージャ。王朝皇帝。還暦過ぎ。ユーディアスとは同い年。
黒炭の髪、漆黒の目。
少年期に10年間行方不明になった。オレンディア、ユーディアスと共に“巻き貝城”の“鳥かご”にいた。

#### 王朝皇子
レキセイ
酈世。グランゼリア戦時に28歳。
第一皇子。軍旗は〈重ネ扇〉。
十七、八歳の初陣の狗山の戦の時にオレンディアに会った。
グランゼリア戦出陣前に身体に異変が生じていたことをアリュージャに見抜かれていた。グランゼリア城包囲戦でオレンディアと一騎討ちになる。刀の刃が折れたオレンディアに剣を向けたところをミレディアに刀で脇腹を刺され致命傷を負う。撤退の途中でアイゼンの手でとどめを刺された。
レイハ
伶芭。第二皇子。軍旗は〈揚羽ノ蝶〉。
皇子の中でもずば抜けて優秀で次期皇帝に一番近いといわれていた。
ジャラク
蛇絡。第三皇子。軍旗は〈一本杉〉。
グランゼリア戦で王朝の総大将を務めた。元王朝兵の“剣客商売”の評では「小悪党程度の器量」。
ヨミ
夜見。第四皇子。軍旗は〈違イ鷹ノ羽〉。
皇子の中でも一、ニを争う勇将。帝国の〈剣鬼将軍〉に憧れている。
第五皇子
グランゼリア戦時、帝国のカイゼル・ジュレミヤらを討ち取った。
第六皇子
グランゼリア戦時、帝国の十三翼将〈鉄拳バルガス〉と〈弓のリゼル〉の首級をあげた。
第七皇子
《夜刀》を率いる。
第八皇子
グランゼリア戦に出陣。
アイゼン
愛染、アイゼン・アリュージャ。秋生まれ。17-18歳（金糸雀37年時点）。
第十三皇子。
アリュージャから下賜された耳環を身に着けている。大ぶりの金の輪に瑠璃、柘榴石、翡翠の三つの色石が通されているもの。
帝国勢に捕まったのをミレディアに助けられた際に片方を渡した。
グランゼリア戦に出陣した10人の皇子の中でただ一人生き残った。
メイフェ
公主。アイゼンの姉。
リエン
12歳（金糸雀37年時点）。公主メイフェの息子。父親は不明とされる。
シン・ラクシエ
丞相。辺境出身で身分もなかったがアリュージャに取り立てられた。
グランゼリア戦時、ロジェと帝国の聖僧42人の命に関する取引をした。ロジェに頼まれ“七日暗夜”を渡した。
リリ
李璃。軍師。アイゼンの後見。
漆黒の髪、黒炭の目。
清廉潔白、戦嫌い。武芸、乗馬は不得手。
一目惚れした大金持ちの娘が押しかけてきて結婚し、貧乏暮らしを支えた。
アイゼン捜索のため帝国陣地に入った際、負傷して片目を失った。
アリュージャのために何度もオレンディアを迎えにきたが、オレンディアは受け入れなかった。
リサシャ
李左車。アイゼンより二つ年上。
エンリ
燕里。将軍。グランゼリア戦時、帝国のコーザ伯領でロッドと戦った。
ワイゼルバイジャン
第四皇子麾下。ノルド谷でナキを死闘の末討ち取り、ヨルド河でレティと対峙したところで帝国の援軍が到着し撤退。最後は“剣客商売”に首を落とされたことに言及されている。
キレキ
グランゼリア城包囲戦でユーディアスがグランゼリアに来臨した後、自軍を撤退させた将の一人。
簫じぃ
レキセイの目付け役。
ユンシア
前王朝皇帝。

#### 笛吹き一座
王朝の刺客一団。帝国と王朝を広範囲に暗躍する。
笛吹き
正体不明の頭目。
二枚目シド
ソラの兄。
三白眼の踊り子レミ
太って踊れなくなり退団した。
狂四郎ソラ
シドの弟。“笛吹き一座”の四番手。ナイフ投げ。

### 歴史上の人物
大帝バルヴァロッサ
“最後の大魔女”と戦い打ち従え、“魔女の大地”を帝国版図に組み込んだ。
レア・シルウィア
“最後の大魔女”。大帝バルヴァロッサと戦った。
トーマス
「ヘボ詩人」。450年前に異界に迷い込んだきり帰ってきていない。

### 神話時代
魔女
月から墜落した女神が記憶と自分の心をなくし神としては不完全になり、人々から魔女と呼ばれるようになった。失った自分の心をさがして時々旅に出る。
大地女神と名付けられた。
〈春〉〈夏〉〈秋〉
魔女が生んだ子である三つの季節。
〈冬〉
父である太陽神から直接分かたれた。漆黒の髪、夜明け前の暗闇の目。太陽神の力が弱まる季節の代行者。
冬の王
東の風王と戦って敗れ、魔女のいる地まで敗走した。冬の王を見つけた魔女は介抱し、代わりに東の風王と戦った。
東の風王
冬の王と戦った。
第1巻p.16で子どものころのアリュージャが自分たちの先祖という発言をしている。
エリヤ
冬の王の弟、魔術師。兄弟王家を興した。
冬の王の息子たち
“鍬の息子”、“法の息子”、“弓の息子”、“盾の息子”、“鍛冶屋の息子”は帝国南方の五大領邦の地名と選帝侯の家名となった。
- 鍬の息子

貧しい土地を耕して畑をつくった。
- 法の息子

規律を作った。
- 弓の息子

遠方の敵を討った。
- 盾の息子

敵を阻んだ。
- 鍛冶屋の息子

武器や鋤鍬をこしらえた。
- 剣の息子

6番目の息子。王の名を継ぐ。

## 世界観

### 帝国
領邦制。各地域の領政は諸侯が大きな裁量権を持つ。皇帝や皇子もシャルムラグリアと呼ばれる。
帝国議会
法皇家、選帝侯、諸侯らが議事を掌握する。
帝国語
アイゼンは帝国語が理解できる。
通貨
帝国金貨、帝国銀貨、帝国銅貨などがある。

#### 地理
帝都ストラディカ
“冬の王の首”に当たるとされる。大帝バルヴァロッサに征服されるまでは魔女家の島だった。
巻き貝城
帝都にある皇帝の居城。7層構造。
魔女屋敷
ミルゼリスが主人。
ミレディアの家
セシルに頼み、長年使われていなかった古ぼけた城の離れを1カ月につき家賃銅貨1枚で借り受けた。
無縁墓地
“冬の王の首”の縁、黒い林が広がる海岸沿いの一帯。レア・シルウィア時代の古き魔術が色濃く漂っており、呪殺士、修行僧程度では透視できない。アリルの銀の腕輪でも感知できない。
グランゼリア戦で犠牲になった42人の高僧の墓がある。
ミレディアが週2日、墓守の仕事に通う。
ゾハル
監獄島。
聖都シャルム

聖地リリド
聖界領邦。メデイアが領主。
ロクサ島
帝国自由都市。海運で名高い。ストラディカの周囲にある島の中で最も栄えている。皇帝直轄領として皇帝個人に税を納める代わりに帝国行政府の支配を免れ、商人ギルドによる自治が許可されている。
グランゼリア
帝国の最も東にある前線都市。「魔女の不落城」。オレンディアの下で30年以上一度も破られていない。
ヨルド河
王朝名・卯江。グランゼリアの北側を流れ、グランゼリア城内へ通じている要衝。
シドン
国境の帝国自由都市。傭兵水軍を擁し、グランゼリア戦時にヨルド河の戦に援軍を派遣した。
トムロム
国境の帝国自由都市。
アクラ―ド
南の聖界領邦。オレンディアが帝国軍総帥を解任された後、左遷された。
南の五大領邦
ババリア、デア・ハーグ、イエーガー、エリウ、クレモナ。
魔王の森
大森林地帯。樹海、湿原、風穴地帯が入り混じる。帝国で一、ニを争う難所。方位磁石が使えない。
冬の王が最初に魔女を刺した場所が変化したといわれる。“刺された魔女の呪う森”。
人肉食の巨鳥などが生息する。
ウィザレシア
魔女の大地。古名・奥津城。
ザーリアー領
魔女の左足。ミルゼリスの館がある。
ナナリム
魔女の右足。

### 異界
第3巻から登場する。帝都や“魔王の森”、魔女領の奥は異界への入り口に近い。帝都には異界の扉があちこちに隠れている。
客、客人
異界の扉から出てきたものたち。
異界の客人の落とし物
帝都の店で取引されている。

### 王朝
絶対君主制。帝国の東方にある。第3巻後篇収録の「碧落」で王朝の一部の人物の漢字名が明かされる。
王朝語
王朝は識字率が高い。ミレディア、レナートは王朝語を解する。
王朝将棋
帝国将棋より駒が多い。ミレディアたちは王朝将棋を好んで指している。
金の輪を着けた猿
オレンディアはギィの頭に金の環の拘束系呪術をかけた際、王朝にも似たような猿の話があると言っている。
サカナもギィの頭の輪を見て「王朝の暴れ猿みたいだ」と評した。

#### 地理
フェイツィ
王都。「翡翠の都」。

## 用語

### 帝国
魔女家
魔女六支族から成る。大地女神を助け仕えた人間が祖とされる。
魔女六支族
第3巻までに登場しているのは、ジュレミヤ、ザーリアー、ナナリム。
皇帝選
皇帝と“道化師”は同票の単独3票を持つ。
兄弟王家、魔女家、帝国宰相、6選帝侯が単独1票を持つ。
小領主や帝国自治都市、僧院は寄り集まって帝国法の規定数を満たして1票となる。
政教分離を謳うため法皇と枢機卿には投票権はない。
帝位継承権
ラグリア兄王家、エリヤ弟王家、ジュレミヤ家が有する。
“道化師”
宰相会議で6番目の席を持つ。皇帝選では皇帝と同票の投票権を持つ。
ユーディアスによるとアリルの二つ前の道化師は皇帝になったという。
帝都には、“道化師”に物を盗まれたと思ったときは盗難届を出してはいけないという習わしがある。
戯れ歌で皇帝の命ずるままに裏切者にも殺し屋にもなると歌われている。
魔術師
現代では名残として聖僧や呪殺士が存在するが本物の魔術は散逸しているとされる。魔術師エリヤの負の遺産を受け継ぐ本物の魔術師は兄弟王家に残っている。エリヤの遺産は皇帝だけが受け継ぐことができる。
聖僧
魔術師がいなくなった現在、帝国で最も位が高い。探究と苦行により不思議な術を身に付けている。
呪殺士
オレンディアによると「呪術はしょせん魔術のまがいもの」。多くは暗示や洗脳という。
黒鷲部隊
通称『始末屋』。戦場で生存者の選別、運び出し、救出、遺体や遺品の回収をする。
ヴェリエリ商会
帝国随一の大富豪ヴェリエリ家が経営する。
十二ヶ月の暦物語
1月、太陽の王は再生する。
4月、記憶をなくした月の妃は少年の太陽王と出会う。
6月、月の妃は求愛を受け入れる。11月、月の妃は日ごと若返りひきかえに太陽王の記憶をなくしていく。
12月、月の妃は幼女になり太陽王と出会ったことも忘れる。冬至に太陽王は息絶える。

#### 魔術道具類
光の槍
帝国皇帝が所有。
邪眼の盾
法皇家所蔵。一つ目の怪異が封印されている。
鳥かご
皇帝玩具。
運命の石
“巻き貝城”の天空玉座にある。真の帝国皇帝が触れると帝都中に鳴り響くといわれる。古の法では“運命の石”を鳴らした者に即日禅譲されることになっているが、法に則り帝位が即日禅譲されたことはない。
皇子のころのユーディアスやオレンディアは一度、運命の石の音色を聞いたことがある。

#### 薬草類
ゾハルワカメ
稀少な薬効を持つ。
死者除けの草
魔除け。
木蔦の印
異界の客人向けの魔除け。
灰の灯心草
小さな白い花の咲く霊草。燃やした灯りは死者へ道を照らす送り火、あるいは迎え火となる。薬効を高める条件は、花鋏を3晩続けて月の映る水に浸すこと、素手で摘むこと、誰にも見られず一人で摘むこと。

### 王朝

#### 毒薬類
七日暗夜
〈王朝の高貴な毒目薬〉。後宮で皇帝の寵愛を競るために作られた。塗布後7日までに解毒剤を塗らないと完全に失明するといわれる。帝国勢に囚われたアイゼン、ネネの元に赴いたアリル、エリカによってラムザに使われた。
ミレディアはアイゼン救難の折に“剣客商売”と“情報屋”が用意した王朝毒薬事典と自分の記憶を駆使し、解毒薬の作り方をマスターした。

## 作中年表
| 年 | 月日     | 出来事 | 備考                       |
| -- | -------- | ------ | -------------------------- |
| 13 | 12月23日 | 冬至   | ヴァルデミアス即位から13年 |

| 年 | 月日 | 出来事                                                                                      | 備考 |
| -- | ---- | ------------------------------------------------------------------------------------------- | ---- |
| 13 |      | ▸帝国皇帝ヴァルデミアス急死 ▸王朝皇帝アリュージャ、帝都に来襲 ▸ユーディアス、帝国皇帝に就任 |      |

| 年 | 月日              | 出来事 | ミレディアの動向 | ミレディアの動向 | その他関連 （※は王朝側の事項）                                                                      |
| 年 | 月日              | 出来事 | 歳               | | その他関連 （※は王朝側の事項）                                                                      |
| -- | ----------------- | --- | ---------------- | --- | --------------------------------------------------------------------------------------------------- |
| 24 |                   | 皇帝選開催決定 |                  | | |
| 24 | 3月               | ユーディアスの4人の妃と6人の子が変死。第一皇子エリファズが行方不明に |                  | “魔王の森”でアキと出会う | ▸ネネ、道化師を逃がす ▸ミルゼリス、エリファズを追跡し“魔王の森”へ                                   |
| 24 | 3月21日           | | 4                | ミルゼリスに拾われる | |
| 24 | 12月23日          | アリル誕生 同月にラムザ誕生 | 4                | | |
| 2x | 3月               | 5カ月の休戦合意 | 6?               | | |
| 32 |                   | ル・クロックの戦 | 12               | ▸ル・クロックの野で王朝軍の奇襲に遭い、着任初日のロジェに助けられる。アキと再会 ▸ギィの金の使い込みで牢獄塔行きに                                    | ※アイゼン、帝国勢にとらわれる ▸ロジェ、エセルバートの軍師に就く ▸ギィ、規律・軍法違反等で牢獄塔行き |
| 32 | 9月               | | 12               | アイゼンの逃亡を手助けする | オレンディアが追捕の任に就く                                                                        |
| 32 |                   | オレンディア、帝国軍総帥を解任。代わりにエセルバートが就任 | 12               | 帝都に護送され城の“鳥かご”に | ▸オレンディア、アクラードに左遷 ※リリ、降格され僻地に左遷                                           |
| 32 | 11月              | | 12               | “鳥かご”で道化師と出会う | |
| 33 | 1-2月             | | 12               | 脱走しアクラードに向かう | |
| 33 | 3月21日           | | 13               | アクラード着 | |
| 33 | 6月               | 天鷹関の戦 ▸エセルバート、レキセイに大敗 | 13               | | オレンディア一行、アクラードを出発                                                                  |
| 33 |                   | ▸ナキ、ノルド谷で戦死 ▸ミリア、エラルド渓谷で戦死 | 13               | ミルゼリスらとヨルド河へ救援に向かう | ▸ロジェ、行方不明に ▸オレンディア、グランゼリアに帰還                                               |
| 33 | 7月               | ▸イズ、ル・クロックの野で戦死 ▸シグリンデ、指揮権を奪取 ▸オレンディアが入城 グランゼリア城包囲戦 ▸ユーディアス出陣、帝都から4日でグランゼリアへ ▸アリュージャ、グランゼリアに来臨 | 13               | ▸ゼリア地底湖でミヤザを救出 ▸ギィとグランゼリア城から脱出、6日目に帝都着、皇帝に救援を直訴 ▸ギィとグランゼリアへ戻る ▸レキセイに刀で致命傷を負わせる | ▸ギィ、王朝占領下のシドンからグランゼリアへ ▸エセルバート一派を牢へ                                 |
| 33 | 7月               | ル・クロックにて帝国・王朝間で5年の休戦協定を締結 | 13               | ギィと共に指名手配、帝都出禁に | エセルバート、ゾハル監獄に収監                                                                      |
| 33 | 9月               | | 13               | | レナート目を覚ます                                                                                  |
|    | 冬                | | 13               | レナートとザーリアー領へ | |
| 34 | 3月               | | 13               | ツギハギ部隊の墓をつくり終える | ※生き残った王朝皇子4人のうち3人が1人ずつ変死                                                        |
| 35 |                   | |                  | | ※生き残った王朝皇子4人のうち3人が1人ずつ変死                                                        |
| 36 |                   | |                  | | ※生き残った王朝皇子4人のうち3人が1人ずつ変死                                                        |
| 37 | 8月               | 皇帝選開催決定 |                  | | オレンディア、“巻き貝城”へ                                                                          |
| 37 |                   | | 17               | ▸帝都出禁が解除 ▸ザーリアーから帝都に向かう | |
| 37 | 9月半ば           | | 17               | “魔王の森“を抜け〈竜骨街道〉へ | |
| 37 | 9月26日           | | 17               | ▸帝都に到着 ▸アリルと出会う | |
| 37 | 9月27日           | | 17               | 刺客に襲われ地下水路に落ちる | ギィ、ゾハル監獄行き                                                                                |
| 37 | 9月29日           | 朝、獄中でエセルバートの遺体が見つかる 正午、帝都ストラディカで宰相会議開催 ▸休戦協定延長案は破棄 ▸皇帝選の翌年6月開催が決定                                                      | 17               | | オレンディア、帝位継承権を放棄                                                                      |
| 37 | 9月               | | 17               | | オレンディア、リリと対面で会話                                                                      |
| 37 | 10月半ば          | 帝国議会開会 | 17               | | |
| 37 | 12月23日 （冬至） | ▸皇帝候補の披露目 ▸白の妃ネネ死亡 |                  | | |
| 38 | 6月15日           | 皇帝選 |                  | | |
| 38 | 7月               | 休戦協定の期限 |                  | | |

グランゼリア戦
法皇家は戦時規則確認のため42人の僧を王朝に派遣したが全員首だけが送り返された。

## 書誌情報

### 小説
- 新潮文庫nex（新潮社）既刊3巻（2017年12月現在）

1. レアリア Ⅰ （2014年8月28日発売）ISBN 978-4-10-180001-1
2. レアリア Ⅱ 仮面の皇子（2015年8月28日発売）ISBN 978-4-10-180042-4
3. レアリア Ⅲ 運命の石（2017年12月25日発売）前篇 ISBN 978-4-10-180113-1 後篇 ISBN 978-4-10-180114-8

### 読み切り
- 「in a blue MOON ――レアリア――」（単行本未収録）